# Grande moschea di Djenné
La Grande moschea è una moschea di Djenné, nella regione di Mopti, in Mali, il più grande edificio al mondo in adobe.
Lo stile architettonico è quello sudanese-saheliano, con influssi islamici. Il primo edificio risale al XIII secolo, mentre quello attuale è del 1907.
Si trova nel centro della città di Djenné e con tutta la città è dal 1988 Patrimonio dell'umanità dell'UNESCO.

## Storia
Un primo edificio adibito a moschea venne costruito nella città di Djenné, nella piana alluvionale del fiume Bani, affluente del Niger, in un luogo precedentemente occupato da un palazzo.
La costruzione fu ordinata nel 1240 da Koi Kunboro, prima che Djenné divenisse una delle principali città dell'impero del Mali dopo Songhai. La moschea originale ospitava uno dei centri di insegnamento islamico più importanti dell'Africa durante tutto il Medioevo
Il conquistatore di Djenné Amadou Lobbo (1818-1893) la fece demolire, ritenendo che il palazzo dal quale era stata ricavata fosse troppo ricco per ospitare una moschea: dell'edificio originario demolito resta solamente un recinto con le tombe dei capi locali.
Una ricostruzione identica dell'originale edificio venne completata nel 1896 e fu in seguito nuovamente demolita per essere ancora ricostruita con l'edificio attuale. La costruzione di questo iniziò nel 1906 e fu probabilmente completata nel 1907 o 1909. I lavori di costruzione furono diretti dal capo della corporazione dei muratori di Djenné, Ismaïla Traoré, quando Djenné apparteneva al territorio dell'Africa Occidentale Francese: fu probabilmente il governo coloniale francese che aiutò la ricostruzione della moschea, insieme a quella della vicina madrasa dal punto di vista sia finanziario sia economico.

## Tecnica di costruzione
L'edificio in adobe o terra cruda, è costruito con il sistema djennè-ferey, il metodo di costruzione tradizionale, consistente in una sovrapposizione di palle di terra cruda ancora bagnata, che ricopre il ruolo sia di mattone che di legante. Questa tecnica si differenzia da quella del toubabou-ferey, introdotta dagli occidentali, con la fabbricazione di mattoni crudi seccati, tenuti insieme da terra cruda ancora bagnata come legante.

## Descrizione
La moschea ha una pianta quadrata, di 75 m di lato, con un'altezza di 20 m. Il tetto è sostenuto da 90 pilastri ed è dotato da 104 fori di aerazione. La moschea può contenere mille persone.
La qibla è rivolta ad est, in direzione di La Mecca e si affaccia all'esterno sulla piazza del mercato di Djenné. Sporgono da esso tre grandi minareti a pianta rettangolare, e 18 contrafforti. I minareti presentano scale a chiocciola che conducono alla piattaforma sommitale e sono coronati da un cono sormontato da un uovo di struzzo.
I muri presentano da 40 a 60 cm di spessore, in proporzione alla loro altezza e dunque al loro peso. Sono costituiti da mattoni di terra cruda, chiamati "ferrei", collegati da un legante e rivestiti da uno strato, entrambi sempre in terra cruda: in tal modo l'edificio presenta forme delicatamente arrotondate. Dei fasci di rami di palma sono affondati nella profondità dei muri per assorbire le microfessure derivanti dalle diverse reazioni del materiale ai cambiamenti di temperatura e di umidità, dando all'edificio l'aspetto a istrice caratteristico. Le pareti in terra isolano durante la giornata l'interno dell'edificio dal calore più forte, assicurando la regolazione termica con le notti più fresche. Dei gocciolatoi costituiti da tubi in terra sporgono dal bordo del tetto, consentendo di gettare l'acqua piovana lontana dai muri.
La metà dello spazio interno è coperta, mentre l'altra è un cortile di preghiera scoperto. Il tetto è rivestito da 90 pilastri in legno ripartiti su tutta la superficie. I fori di aerazione sul tetto sono rivestiti da cupolette in ceramica che impediscono alla pioggia di entrare, ma che possono essere ritirate quando la temperatura dell'interno diventa troppo alta.
Una seconda sala di preghiera è sistemata in un recinto chiuso ad est, dietro la parte coperta, delimitata da muri esterni verso nord, sud ed ovest, ed è circondata da arcate. I muri dell'arcata tra la sala coperta e la corte di preghiera sono aperti da aperture voltate di 15 m di altezza, che permettono la vista dell'interno e la circolazione delle persone.
Il rischio di danneggiamento per le acque piovane o per le inondazioni annuali del Bani, fu la principale preoccupazione del capomastro che diresse la costruzione: la moschea è stata per questo motivo elevata su una piattaforma sopraelevata con una superficie di 5.625 m²

## Aspetti culturali
Tutta la comunità degli abitanti di Djenné prende parte attiva alla manutenzione della moschea, nel quadro delle festività annuali: i lavori sono condotti con metodi tradizionali e al suono della musica. Questa manutenzione regolare è resa necessaria dalle caratteristiche di fragilità del materiale utilizzato per la costruzione, che subisce una forte erosione per l'azione combinata della pioggia, dell'irraggiamento solare e dei cambiamenti di temperatura, che provocano spaccature. Nei giorni che precedono le feste, viene preparata una grande quantità di rivestimento, con diverse giornate di lavoro: questo intonaco pastoso deve essere periodicamente mescolato, compito svolto dai bambini che vi giocano dentro. Quindi i giovani si arrampicano sulle pareti della moschea, aiutati dai ponteggi permanenti costituiti dai fasci di rami di palma inseriti nel muro, e procedono a coprire completamente i muri con un nuovo strato di materiale di rivestimento, che viene loro portato da altri uomini. Le donne portano l'acqua necessaria alla fabbricazione dell'intonaco o per gli uomini che lavorano. Tutto il procedimento è diretto dai membri eminenti della corporazione dei muratori, mentre gli anziani, che essi stessi hanno compiuto in passato la medesima opera, sono seduti al posto d'onore e assistono all'intera operazione.